# Retour (documentaire)
Retour is een sportdocumentaire van de Nederlandse filmmaker Marijn Poels. De documentaire werd van augustus 2011 tot en met maart 2013 opgenomen op verschillende locaties in Nederland, Spanje en Portugal.
De film werd geproduceerd door de Limburgse provinciale tv-zender L1.

## Synopsis
De documentaire gaat over het revalidatieproces van de profwielrenner Wout Poels. 
Het verhaal concentreert zich op de zesde etappe van de Tour de France van 2012, waar Wout Poels betrokken raakt in een van de grootste crashes ooit in de Tour en noodgedwongen het peloton moet verlaten. Hij heeft gebroken ribben, een klaplong, en een gescheurde nier en milt. Twaalf weken na de val klimt hij weer op de fiets en vecht zich terug in het peloton.
Ook besteedt de documentaire aandacht aan de jonge jaren van de renner, zijn vader, die in 2011 komt te overlijden, en de onverzettelijkheid van Poels die na alle tegenslagen zichzelf weer in de schijnwerpers probeert te rijden. 